# デイリービルド
デイリービルド(英: daily build)は、毎日(もしくはそれに近い頻度で)行うプログラムの最新バージョンのビルドである。ナイトリービルド(英: nightly build)と呼ばれることが多い。デイリービルドは、バグをなくし動作を確実なものにするためや、新機能を追加するためにコンパイルされる。デイリービルドは公開されていることも多く、その場合ユーザーは最新の機能を使いながらフィードバックすることができる。デイリービルドは多くのプログラマーが単一のソフトウェアやカーネルで作業しているような場合に特に有用である。デイリービルドを実行することで、開発者は新しいバグが発生した際に、そのバグが昨日ではなく今日から発生しているという確信を得ることができる。
頻度に応じて、ウィークリービルド(英: weekly build)や、マンスリービルド(英: monthly build)などと呼ばれるものもある。これらはデイリービルドと並行して進められ、デイリービルドの中でも安定したものをウィークリービルド、マンスリービルドとすることが多い。ビルドまでの間隔が約一週間であればウィークリービルド、約一ヶ月であればマンスリービルドといった具合である。
デイリービルドは通常、一連のテストが含まれており、これをスモークテストと呼ぶ。これらのテストは、最新のビルドに含まれている変更によって何が正常に動作しなくなったのかを判断するときに役立つ。開発者を超えてユーザーなどが参加するスモークテストはバグバッシュと呼ばれる。

## 継続的インテグレーションビルド
デイリービルドは、1990年代では最善の方法だと考えられていた。しかし、現在では継続的インテグレーション(CI)ビルドが取って代わっている。継続的インテグレーションでは、ソースコードが変更されてから20-30分程度のサイクルでビルドされる。デイリービルドは1日1回なので、それよりも頻度がさらに高いことがわかる。